# If It’s Lovin’ That You Want
If It's Lovin' That You Want ist ein Lied von Rihanna aus ihrem Debütalbum Music of the Sun aus dem Jahre 2005. Das Lied wurde von Samuel Barnes Scott LaRock, Makeba Riddick, Alexsander Mosely, Jean-Claude Oliver und Lawrence Parker geschrieben. Es wurde am 28. November 2005 als zweite und letzte Single aus dem Album veröffentlicht.

## Hintergrund
Der Titel wurde von Poke & Tone produziert, das Lied ist – laut Rihanna – eine Liebeserklärung an einen Mann: „If it's lovin' that you want, you should make me your girl because I've got what you need“. Eine Fortsetzung des Liedes If It's Lovin' That You Want - Part 2 (feat. Cory Gunz), ist auf Rihannas zweitem Album A Girl Like Me (2006) enthalten. Diese Version wurde in der Pilot-Episode von der Serie Gossip Girl gespielt. Das Lied enthält ein Sample von The Bridge Is Over von Boogie Down Productions.

## Musikvideo
Das Musikvideo zu It's Lovin' If You Want wurde an einem Strand an der Küste von Kalifornien aufgenommen. Als Regisseur fungierte Marcus Raboy; die Tanz-Choreografie stammt von der Choreographin Fatima Robinson. Rihanna erklärte, dass das Video davon handele „Spaß zu haben und den karibischen Stil zu entfalten“. „Ich bewege mich zur Kamera, als ob die Kamera mein Freund wäre. [...] Es wird immer unglaublich.“ Einige Szenen zeigen Rihanna mit Bauchtanz-Bewegungen und auf einem Jet-Ski.

## Rezeption

### Chartplatzierungen
If It’s Lovin That You Want wurde als zweite Single nach Pon de Replay veröffentlicht und erreichte Platz 36 der US-amerikanischen Billboard Hot 100.
| ChartsChartplatzierungen       | Höchstplatzierung | Wochen |
| ------------------------------ | ----------------- | ------ |
| Deutschland (GfK)              | 25 (11 Wo.)       | 11     |
| Österreich (Ö3)                | 31 (11 Wo.)       | 11     |
| Schweiz (IFPI)                 | 19 (12 Wo.)       | 12     |
| Vereinigte Staaten (Billboard) | 36 (20 Wo.)       | 20     |
| Vereinigtes Königreich (OCC)   | 11 (10 Wo.)       | 10     |

### Auszeichnungen für Musikverkäufe
| Land/Region                  | Auszeichnungen für Musikverkäufe (Land/Region, Auszeichnung, Verkäufe) | Verkäufe |
| ---------------------------- | ---------------------------------------------------------------------- | -------- |
| Brasilien (PMB)              | Gold                                                                   | 30.000   |
| Vereinigte Staaten (RIAA)    | Gold                                                                   | 500.000  |
| Vereinigtes Königreich (BPI) | Silber                                                                 | 200.000  |
| Insgesamt                    | 1× Silber · 2× Gold ·                                                  | 730.000  |

Hauptartikel: Rihanna/Auszeichnungen für Musikverkäufe